# Вуоренсола, Тимо
Ти́мо Ву́оренсола (фин. Timo Vuorensola; род. 29 ноября 1979, Хельсинки) — финский кинорежиссёр и актёр.

## Творчество
После успеха вышедшего на экраны в 2005 году фильма «Звёздная развалина: В начале Пирка» (пародии на «Вавилон-5» и «Звёздный путь»), у режиссёра и создателей появилась идея о новой научно-фантастической комедии. Производство фильма «Железное небо» началось в начале 2006 года, а в мае 2008 года производственная команда побывала на Каннском конофестивале с тизер-трейлером фильма, заключив договор о совместном производстве с компанией 27 Films. Первый показ фильма состоялся на Берлинском кинофестивале 11 февраля 2012 года, а в Финляндии фильм вышел на экраны 4 апреля 2012 года. Это самая дорогая за историю Финляндии кинопродукция, бюджет фильма составил 7,5 млн евро.
В 2022 году Тимо снял свой первый крупнобюджетный фильм ужасов под названием «Джиперс Криперс: Возрождённый» с Жарро Бенжаменом в главной титульной роли.

## Фильмография
- Star Wreck IV: The Kilpailu (1996)
- Star Wreck V: Lost Contact (1997)
- Звёздная развалина: В начале Пирка (2005)
- Железное небо (2012)
- Железное небо: Грядущая раса (2019)
- Джиперс Криперс: Возрождённый (2021)